# 메만베쓰역
메만베쓰역(일본어: 女満別駅)은 일본 홋카이도 아바시리 군 오조라정에 위치한 홋카이도 여객철도 세키호쿠 본선의 철도역이다. 역 번호는 A67이며, 상대식 승강장 2면 2선의 구조를 갖춘 지상역이다.

## 타는 곳
| 1 | ■ 세키호쿠 본선 | (상행) | 기타미 · 엔가루 · 아사히카와 · 삿포로 방면 |
| 2 | ■ 세키호쿠 본선 | (하행) | 아바시리 · 시레토코샤리 방면               |

## 역 주변
- 국도 제39호선
- 메만베쓰 온천

## 역사
- 1912년 10월 5일 : 일본국유철도의 역으로서 개업. 일반역.
- 1974년 : 과선교 설치.
- 1984년
  - 2월 1일 : 화물 · 하물 취급을 폐지.
  - 11월 10일 : 간이 위탁화.
- 1987년 4월 1일 : 일본국유철도 분할 민영화에 의해, 홋카이도 여객철도가 승계.
- 1990년 11월 18일 : 도서관과 병설하는 신 역사 완성.
- 1993년 6월 1일 : 간이 위탁 폐지, 무인화.
- 2002년 12월 1일 : 특급 '오흐츠크'의 전 열차가 정차하게 된다.

## 인접 역
| 세키호쿠 본선                      | 세키호쿠 본선                   | 세키호쿠 본선              |
| ---------------------------------- | ------------------------------- | -------------------------- |
| A65 비호로 신아사히카와 방면       | ■ 세키호쿠 본선 특급 '오흐츠크' | 아바시리 A69 아바시리 방면 |
| A66 니시메만베쓰 신아사히카와 방면 | ■ 세키호쿠 본선 보통            | 요비토 A68 아바시리 방면   |